# Hard Candy (album de Madonna)
Pour les articles homonymes, voir Hard Candy.
Albums de Madonna
The Confessions Tour
(2007) Celebration
(2009)
Singles
1. 4 Minutes
(feat. Justin Timberlake et Timbaland)
Sortie : 11 avril 2008
2. Give It 2 Me
Sortie : 11 juillet 2008
3. Miles Away
Sortie : 24 novembre 2008

Hard Candy est le onzième album studio de la chanteuse américaine Madonna mis en vente internationalement le 28 avril 2008 sous l'étiquette de la Warner. Cet opus est le dernier produit par la maison de disques Warner (avec la compilation Celebration sortie en 2009).
Hard Candy fait suite à Confessions on a Dance Floor. Ce nouvel album est une collection de 12 titres up-tempo dans un style plus urbain/hip-hop grâce à ses nouvelles collaborations avec Timbaland, Justin Timberlake, Pharrell Williams des Neptunes ou encore Nate « Danja » Hills.
Le premier single, 4 Minutes avec Justin Timberlake et Timbaland, sort en mars 2008.

## Réception

### Critiques
Comme pour Confessions on a Dance Floor, l'album a reçu de nombreuses critiques favorables.
L'album est cependant critiqué sur le fait d'essayer de s'approprier le marché urbain avec Mark Savage, de la BBC Music, qui écrit que « les chansons de Timbaland rappellent une version de moindre qualité pour Madonna que celle écrites pour Nelly Furtado ». The Times note que « Hard Candy n'est pas une catastrophe », les producteurs de l'album ont « déjà fait les mêmes choses avec Nelly Furtado, Britney Spears et Gwen Stefani ».
Cependant d'autres pensent que cet album tel que cyberpresse.ca trouve qu'il s'agit d'« un album sans surprise. Les chansons ne sont pas particulièrement bien écrites mais en revanche très efficaces, remarquablement produites et, du point de vue de l'habillage sonore, extrêmement actuelles et marquées par la patte Timbaland/The Neptunes. »
En France, Les Inrockuptibles défendent l'album : « Accusé unanimement de cynisme marchand, le “Bonbon dur” de Madonna l’a surtout été à avaler par une presse qui semblait soudainement née de la dernière pluie. Comme si son projet de domination du monde par toutes les stratégies – opportunisme artistique, prodiges de marketing – était nouveau. Comme si cette volonté de puissance ne touchait pas chez l’artiste quelque chose de plus vaste que le simple cynisme marchand, une sorte de défi insensé, rageur, métaphysique, dont l’adversaire est rien moins désormais que le temps
(qui transforme – les goûts, le marché –, dégrade – les corps –, et ne se dompte pas aisément). Comme si surtout ce complexe de dominatrice n’avait pas déjà occasionné des audaces musicales notables.
Sur le papier, le choix de Timbaland et Pharrell Williams à la production semblait venir bien tard. À l’écoute, le disque étonne et ressemble finalement assez peu aux productions livrées au mètre des deux compères. Des cinq morceaux signés Timbaland et Danja, seul le lourd single 4 Minutes porte la griffe sonore désormais très dévaluée (puisque tout le monde, jusqu’à M. Pokora, en bénéficie) de son producteur. Sur les quatre autres, sa manière se confond presque à celle, autrement subtile, de Pharrell Williams. C’est, de toute façon, la troisième force en présence qui a le plein contrôle des manettes, à savoir Madonna elle-même, coproductrice de tous les morceaux, unifiant les différents styles de chacun jusqu’à les rendre indiscernables, recyclant tous ses acquis passés (jusqu’à certains effets de filtre appris chez Mirwais) pour organiser une sorte de mémorial Madonna, où ne manque même pas le son new-yorkais façon Jellybean de ses débuts (Holiday, Borderline).
Deux grandes réussites dominent l’album, le tenace She’s Not Me, écrit par Pharrell, et surtout le remarquable Beat Goes on, pour lequel la Madonne s’adjoint les services du toujours très stylé Kanye West. » (Les Inrockuptibles, mai 2008).

## Liste des titres
| No  | Titre                                               | Auteur                                    | Producteur(s)                          | Durée |
| --- | --------------------------------------------------- | ----------------------------------------- | -------------------------------------- | ----- |
| 1.  | Candy Shop                                          | Madonna, Williams                         | Madonna, The Neptunes                  | 4:16  |
| 2.  | 4 Minutes (featuring Justin Timberlake & Timbaland) | Madonna, Mosley, Timberlake, Hills        | Timbaland, Timberlake, Danja           | 4:04  |
| 3.  | Give It 2 Me                                        | Madonna, Williams                         | Madonna, The Neptunes                  | 4:48  |
| 4.  | Heartbeat                                           | Madonna, Williams                         | Madonna, The Neptunes                  | 4:04  |
| 5.  | Miles Away                                          | Madonna, Mosley, Timberlake, Hills        | Timbaland, Timberlake, Danja           | 4:49  |
| 6.  | She's Not Me                                        | Madonna, Williams                         | Madonna, The Neptunes                  | 6:05  |
| 7.  | Incredible                                          | Madonna, Williams                         | Madonna, The Neptunes                  | 6:20  |
| 8.  | Beat Goes On (featuring Kanye West)                 | Madonna, Williams, West                   | Madonna, The Neptunes                  | 4:27  |
| 9.  | Dance 2night (featuring Justin Timberlake)          | Madonna, Mosley, Timberlake, Lane         | Timbaland, Timberlake, Lane, Castellon | 5:03  |
| 10. | Spanish Lesson                                      | Madonna, Williams                         | Madonna, The Neptunes                  | 3:38  |
| 11. | Devil Wouldn't Recognize You                        | Madonna, Mosley, Timberlake, Hills, Henry | Timbaland, Timberlake, Danja           | 5:09  |
| 12. | Voices                                              | Madonna, Mosley, Timberlake, Hills, Lane  | Timbaland, Timberlake, Danja, Lane     | 3:39  |

### Titres Bonus Ou Inédits
- Édition spécial CD :

1. 4 Minutes (Tracy Young House Mix Edit)
2. 4 Minutes (Rebirth Anthem Mix Edit)

- iTunes Pré-commande/CD Japonais:

1. Ring My Bell

- iTunes Deluxe Version[8]:

1. Ring My Bell
2. 4 Minutes (Peter Saves New York Edit)
3. 4 Minutes (Junkie XL Remix Edit)
4. Give It 2 Me (Paul Oakenfold Edit)

*= Singles **= Singles promotionnels
- Inédits :

1. Infinity : Démo de Give It 2Me produite par Timbaland. (2:58)
2. Across The Sky : Chanson Inédite, parue sur internet sous 2 versions : Une dite "légère", avec un instrumental clair (3:50) , et une version "lourde", avec une mise en valeur des basses (4:10).
3. Animal : Chanson Inédite produite par Timbaland. (3:00)
4. Latte : Chanson Inédite, avec un refrain venant de la chanson "Lela Pala Tute", du groupe Gogol Bordello. (3:50)

### Éditions
1. Édition CD simple

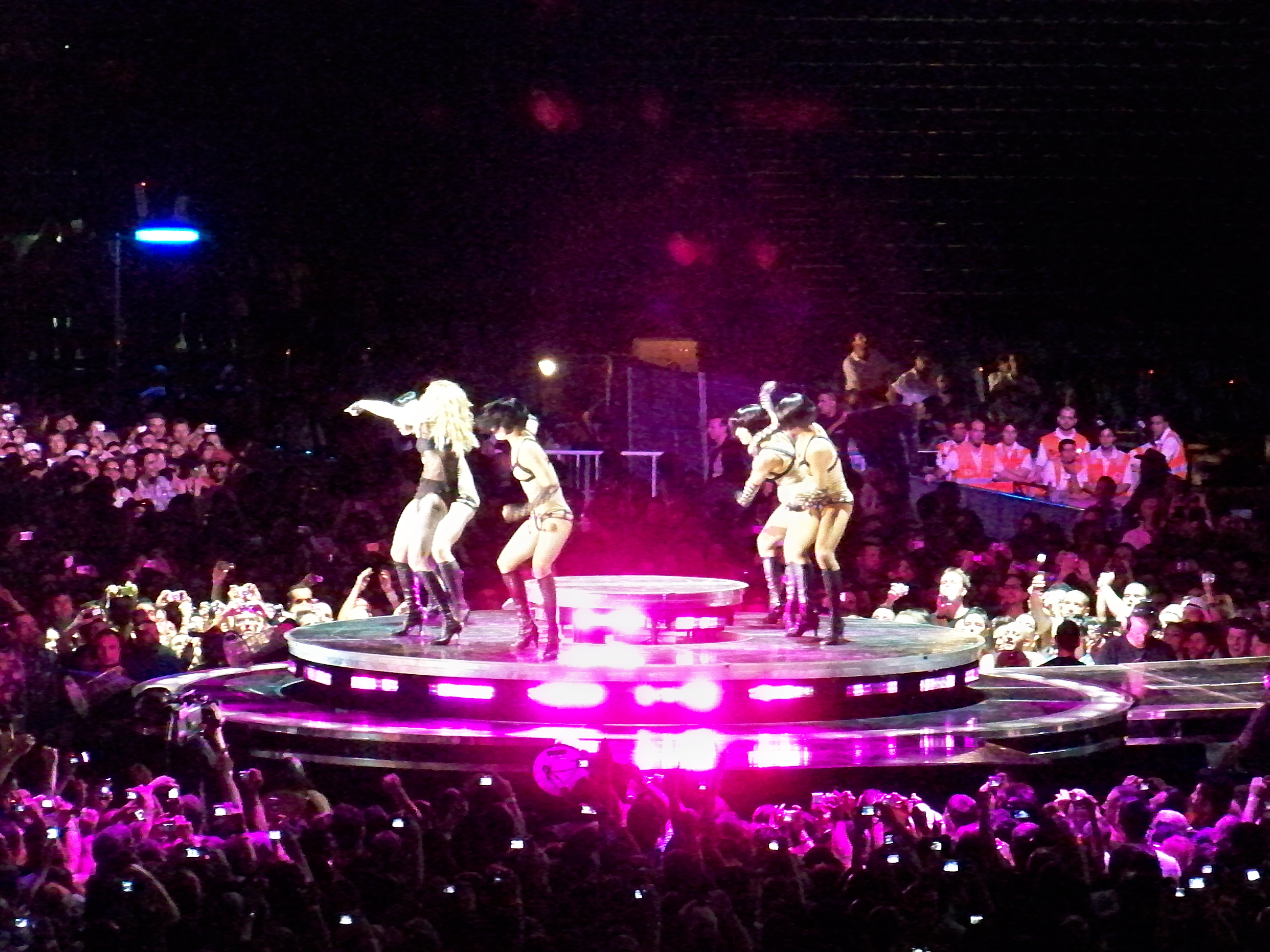
Hard Candy

2. Édition spéciale (téléchargement) : par rapport à l'édition simple, cette version comprend deux remixes de 4 Minutes, un remix secret, la chanson Ring My Bell (incluse dans l'édition japonaise) et le livret en version numérique.
3. Édition Candy Box (sortie le 7 mai 2008) : comprend 12 titres et deux remixes de 4 minutes, un sachet de 35 bonbons et un livret-photos de 16 Pages dans un format DVD ayant pour couverture une photo identique à l'édition simple mais sur fond noir).
4. Édition prestige dite Deluxe (triple disque vinyle, sortie le 10 juin 2008) : comprend les 12 titres de l'édition simple, répartis sur 3 disques microsillon (1 rose, 1 bleu et un noir), ainsi que le CD de Hard Candy.
5. Édition japonaise (sortie le 30 avril 2008) : comprend les 12 titres de l'édition simple, plus un titre bonus Ring My Bell (qui n'est pas une reprise), plus le livret des paroles de l'album (en anglais et en japonais).

## Classements internationaux

### Album
Estimations  : 4 500 000
| Pays         | Classement      | Certification | Ventes      |
| ------------ | --------------- | ------------- | ----------- |
| Allemagne    | 1 (11 semaines) | Platine       | + 300 000   |
| Argentine    | 1 (1 semaine)   | Platine       | + 100 000   |
| Australie    | 1 (5 semaines)  | Platine       | + 70 000    |
| Autriche     | 1 (5 semaines)  | 2 × Platine   | + 50 000    |
| Belgique     | 2               | 2 × Platine   | + 60 000    |
| Brésil       | 2               | 2 × Platine   | + 100 000   |
| Bulgarie     | 1 (8 semaines)  | 3 × Platine   | + 60 000    |
| Canada       | 1 (5 semaines)  | Platine       | + 100 000   |
| Croatie      | 1 (2 semaines)  |               | -           |
| Danemark     | 1 (8 semaines)  | 2 × Platine   | + 60 000    |
| Espagne      | 1 (3 semaines)  | Platine       | + 75 000    |
| Estonie      | 1 (10 semaines) | 3 × Platine   | 60 000      |
| États-Unis   | 1 (1 semaine)   | Or            | 500 000     |
| Finlande     | 2               | Or            | + 40 000    |
| France       | 1 (6 semaines), | Platine       | 200 000     |
| Hongrie      | 2               | -             | -           |
| Irlande      | 1 (9 semaines)  | 3 × Platine   | 100 000     |
| Italie       | 1 (5 semaines)  | 2 × Platine   | + 280 000   |
| Japon        | 1 (7 semaines)  | Platine       | + 250 000   |
| Mexique      | 2               | Platine       | + 100 000   |
| Pays-Bas     | 1 (5 semaines)  | 2 × Platine   | + 100 000   |
| Pologne      | 2               | Platine       | + 30 000    |
| Portugal     | 1 (3 semaines)  | Platine       | + 50 000    |
| Royaume-Uni  | 1 (6 semaines)  | Platine       | + 300 000   |
| Suède        | 1 (1 semaine)   | Or            | + 30 000    |
| Suisse       | 1 (4 semaines)  | Platine       | + 40 000    |
| United Chart | 1(6 semaines)   | -             | + 4 500 000 |

### Singles
- 4 Minutes (feat. Justin Timberlake) :  États-Unis (1),  Royaume-Uni (1),  Canada (1),  France (2),  Allemagne (1)
- Give It 2 Me (feat. Pharrell Williams) :  Allemagne (1),  États-Unis (3),  Royaume-Uni (4),  Pays-Bas (1),  France (2),  Canada (6)
- Miles Away :  Canada (3),  Espagne (1),  France (54),  Estonie (1),  Japon (5),  Allemagne (1)

## Informations supplémentaires
- Avant de définitivement s'appeler Hard Candy, les rumeurs les plus folles sont apparues concernant le titre du nouvel album. D'après le net, les fans de la chanteuse et les médias, l'album devait avoir pour nom : Madame, Black Madonna, Block Party, Candy, Subculture Lady, Urbanbeat Queen, Candy Shop, Licorice, Give It Up ou encore Give It 2 Me (l'un des autres morceaux de l'album).
- La ceinture de boxe que porte Madonna sur la pochette de l'album a été créé par Dave Millican, et aurait coûté plusieurs milliers de dollars. Sur cette ceinture on y retrouve le nom de boxeuse de Madonna : M-dolla et le titre d'une des chansons de l'album : Give It To Me.
- Madonna s'est associée au géant de la téléphonie mobile Samsung, et a permis à cette entreprise de diffuser avec son modèle F-400 l'album Hard Candy, sur une carte micro-SD.

## Tournée
Sticky and Sweet Tour est le nom de la tournée de Madonna, elle débute le 23 août 2008 à Cardiff et s'est terminée le 2 septembre 2009 à Tel Aviv. Entre 8 et 9 titres de Hard Candy y sont interprétés.

## Vidéoclips

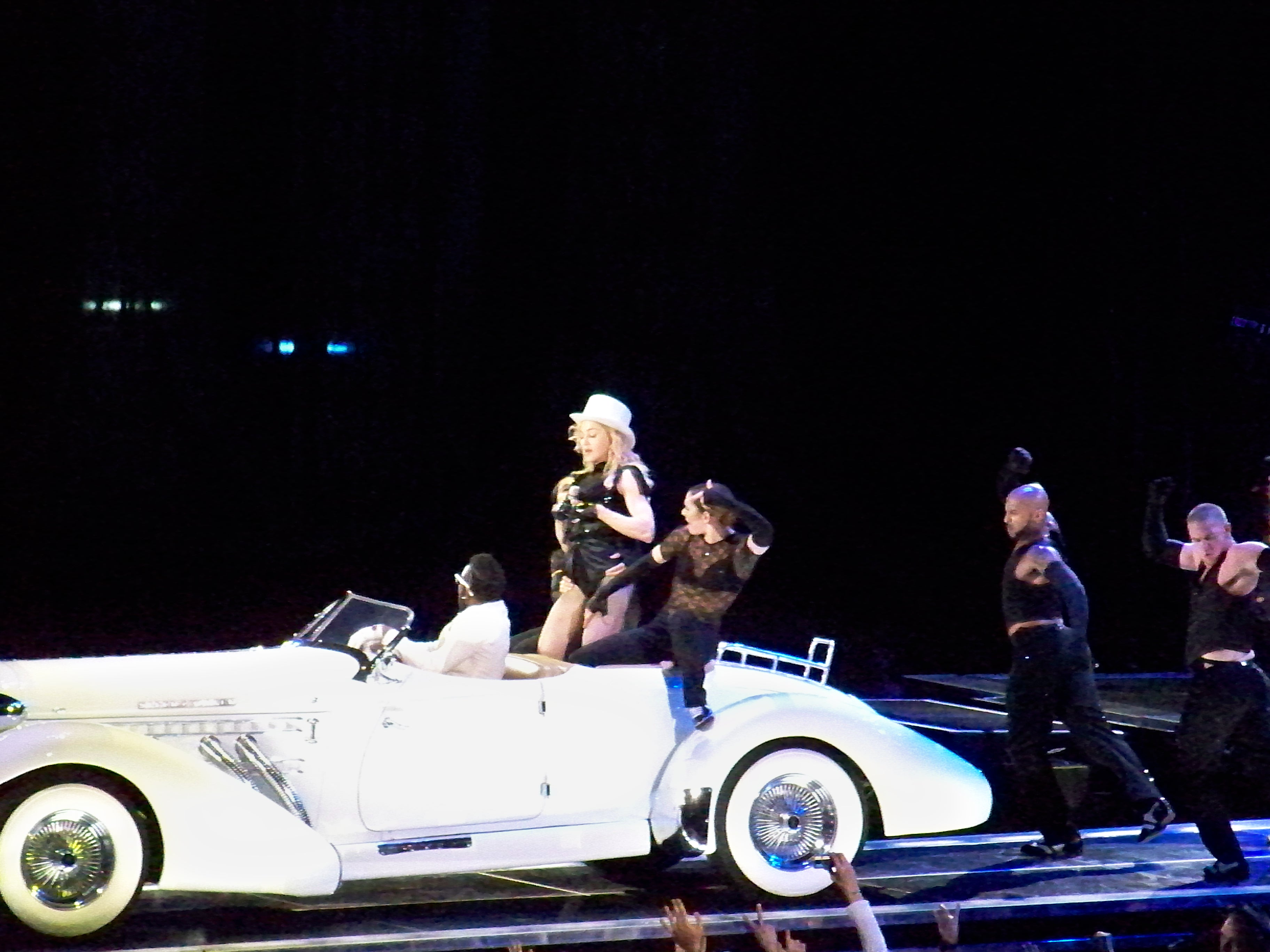
Hard Candy

- Le clip de 4 Minutes a été tournée par Jonas & François à Londres. Clip intégral en vidéo
- Le clip de Give It 2 Me a été réalisé par Tom Munro.
- Un clip d'images de la tournée et de backstage en noir et blanc a été tourné pour Miles Away.

## Historique des sorties
| Pays        | Date          |
| ----------- | ------------- |
| Pays-Bas    | 25 avril 2008 |
| Pologne     | 25 avril 2008 |
| Finlande    | 25 avril 2008 |
| France      | 25 avril 2008 |
| Singapour   | 25 avril 2008 |
| Irlande     | 25 avril 2008 |
| Italie      | 25 avril 2008 |
| Thaïlande   | 25 avril 2008 |
| Allemagne   | 25 avril 2008 |
| Australie   | 26 avril 2008 |
| Brésil      | 28 avril 2008 |
| Israël      | 28 avril 2008 |
| Philippines | 28 avril 2008 |
| Portugal    | 28 avril 2008 |
| Royaume-Uni | 28 avril 2008 |
| Canada      | 29 avril 2008 |
| Chili       | 29 avril 2008 |
| Argentine   | 29 avril 2008 |
| Mexique     | 29 avril 2008 |
| États-Unis  | 29 avril 2008 |
| Japon       | 30 avril 2008 |
| Russie      | 5 mai 2008    |
| Ukraine     | 5 mai 2008    |